# Europees kampioenschap zeilwagenrijden 1973
Het Europees kampioenschap zeilwagenrijden 1973 was een door de Internationale Vereniging voor Zeilwagensport (FISLY) georganiseerd kampioenschap voor zeilwagenracers. De 11e editie van het Europees kampioenschap vond plaats in het Franse Berck-sur-Mer.

## Uitslagen
| klasse   | Goud                | Zilver          | Brons             |
| -------- | ------------------- | --------------- | ----------------- |
| Klasse 1 | Bertrand Deflandre  | Christian Nau   | Jeff Wood         |
| Klasse 2 | Jean Jacques Sensey | Bernard Legrand | Georges Tricart   |
| Klasse 3 | Michel Morel        | Julien Daniel   | Philippe Houillez |
| Dames    | Dominique Sommier   | Helga Junge     | Vivian Ellis      |

1963 ·
1964 ·
1965 ·
1966 ·
1967 ·
1968 ·
1969 ·
1970 ·
1971 ·
1972 ·
1973 ·
1974 ·
1975 ·
1976 ·
1977 ·
1978 ·
1979 ·
1980 ·
1981 ·
1982 ·
1983 ·
1984 ·
1985 ·
1986 ·
1987 ·
1988 ·
1989 ·
1990 ·
1991 ·
1992 ·
1993 ·
1994 ·
1995 ·
1996 ·
1997 ·
1998 ·
1999 ·
2000 ·
2001 ·
2002 ·
2003 ·
2004 ·
2005 ·
2006 ·
2007 ·
2009 ·
2010 ·
2011 ·
2013 ·
2015 ·
2016 ·
2017 ·
2019 ·
2020 ·